# Aplidium tabarquensis
Aplidium tabarquensis är en sjöpungsart som beskrevs av Ramos-Espla 1991. Aplidium tabarquensis ingår i släktet Aplidium och familjen klumpsjöpungar. Inga underarter finns listade i Catalogue of Life.